# Močila
Močila – wieś w Słowenii, w gminie Kanal ob Soči. W 2018 roku liczyła 79 mieszkańców.